# Brestovica pri Komnu
Brestovica pri Komnu – wieś w Słowenii, w gminie Komen. W 2018 roku liczyła 172 mieszkańców.